# 阿利莫二
阿利 莫二（あり ばくじ、1922年（大正11年）9月1日 - 1995年（平成7年）4月28日）は、日本の政治学者。元法政大学総長、元日本行政学会理事長。

## 略歴
- 1922年（大正11年）9月1日 - 東京で出生。
- 1948年（昭和23年） - 東京大学法学部政治学科を卒業し、行政学を専門とする辻清明の下で特別研究生となる[1]。
- 1952年（昭和27年） - 法政大学法学部助教授に就任。
- 1961年（昭和36年） - 法政大学法学部教授に就任。
- 1975年（昭和50年） - 日本行政学会理事長に就任[2]。
- 1976年（昭和51年） - 法政大学法学部長に就任。
- 1981年（昭和56年） - 法政大学大学院長に就任。第12期日本学術会議会員（1985年まで）[2]。
- 1988年（昭和63年）12月 - 法政大学総長に就任（1995年3月まで）。
- 1995年（平成7年）4月28日 - 縦隔腫瘍のため死去、享年72[2]。

## 人物
- 東京大学では行政学を専攻し、辻清明の指導を受ける。官僚制、地方自治制度、都市政策を主な研究対象としている。
- 阿利自身が1943年の第1回学徒出陣で出兵しているため（詳しくは著書『ルソン戦-死の谷』）、阿利の発案により、1990年（平成2年）3月24日の法政大学の学位授与式（日本武道館）で、学徒出陣して戦没した学生10人の遺族に対して、阿利（当時総長）から卒業証書が手渡された。また、「学徒出陣五十年」となる1993年（平成5年）に、阿利の呼びかけにより、全国270校の私立大学の学長・総長が『有為の若人たちを過酷な運命に委ねるほかなかったことに、深い胸の痛みを覚える』と、かつて大学が出陣学徒を歓呼の声で送り出したことについて反省する共同声明を発表した。

## 著書
- 『子どものシビル・ミニマム - 視点と生活実態』（弘文堂、1979）
- 『出先機関の理論と課題 - 中央の出先機関について』（地方自治総合研究所、1982）
- 『都市政策 - その課題とフロンティア』（総合労働研究所、1982）
- 『ルソン戦 - 死の谷』（岩波書店、1987）

## 共編著
- 『現代行政と官僚制』（東京大学出版会、1974）
- 『行政学講座』（東京大学出版会、1976）
- 『事例・地方自治』（ほるぷ出版、1983）
- 『行政の転換期・長期的視点に立って描く新しい行政像』（有斐閣、1983）

## 訳書
- P.M.ブラウ (Peter Michael Blau)『現代社会の官僚制』（岩波書店、1958）